# Navy Spy
Navy Spy is een Amerikaanse misdaadfilm uit 1937 onder regie van Joseph H. Lewis en Crane Wilbur. Destijds werd de film in Nederland uitgebracht onder de titel De marinespion.

## Verhaal
Enkele criminelen ontvoeren de wetenschapper Don Carrington, die de formule ontdekt voor een nieuw type gifgas. De geheime agenten Alan O'Connor en Bobbie Reynolds gaan op zoek naar de geleerde. De nachtclubdanseres Anno Novna had een relatie met Carrington en zij weet misschien meer over de zaak dan ze doet uitschijnen.

## Rolverdeling
| Acteur        | Personage       |
| ------------- | --------------- |
| Conrad Nagel  | Alan O'Connor   |
| Eleanor Hunt  | Bobbie Reynolds |
| Judith Allen  | Anno Novna      |
| Jack Doyle    | Don Carrington  |
| Phil Dunham   | Dr. Matthews    |
| Don Barclay   | Bertie          |
| Howard Lang   | Barradine       |
| Crauford Kent | Kapitein Leeds  |